# William W. Brandon
William Woodward Brandon, zwany przez niektórych Plain Bill (ur. 5 czerwca 1869, zm. 7 grudnia 1934) – amerykańskim polityk ze stanu Alabama. Brandon był członkiem Partii Demokratycznej.
Brandon urodził się w Talladega w Alabamie, ale wychował się w Tuscaloosa. Uczęszczał do  Cedar Bluff Institute oraz Tuscaloosa High School a także studiował prawo na University of Alabama w latach 1891–1892. Szybko wkroczył w stanową politykę, zostając obranym, jeszcze jako student, wysokim miejskim urzędnikiem (ang. City Clerk) w Tuscaloosa. W roku zaś 1892 zaczął prowadzić własną praktykę prawniczą, zostając jednocześnie mianowanym sędzią pokoju.
Uchodzący za barwną postać Brandon w latach 1896–1901 zasiadał w stanowej legislaturze, zaś w czasie stanowej konwencji konstytucyjnej roku 1901 brał aktywny udział w jej pracach. Prócz tego w roku 1906 został wybrany stanowym audytorem, a w latach 1911–1923 był sędzią w rodzinnym hrabstwie.
W czasie wojny amerykańsko-hiszpańskiej służył w armii i dowodził m.in. kompanią na polu bitwy. W roku 1899 ówczesny gubernator William J. Samford mianował go generałem-adiutantem, czyli dowódcą stanowej gwardii narodowej. Na to samo stanowisko renominował go następca Samforda William D. Jelks. Generał Brandon zorganizował gwardię na nowo wedle standardów federalnych.
Po raz pierwszy o urząd szefa stanowej władzy wykonawczej ubiegał się w roku 1918, ale został pokonany w prawyborach demokratycznych przez Thomasa E. Kilby'ego, który z łatwością wygrał właściwe wybory (Alabama była wówczas całkowicie opanowana przez demokratów). Brandon ubiegał się o to stanowisko także w roku 1922 i wygrał, pokonując swego przyszłego następcę Bibba Gravesa, gęsto szemrając w kampanii hasłami w rodzaju: Nie dla nowych podatków!
Cztery lada rządów Brandona jako gubernatora stanu nie zaznaczyły się, w ogólnej opinii, niczym szczególnym. Był też krytykowany za to, iż (w porównaniu w Kilbym) nie zrobił zupełnie nic dla poprawy nie najlepszego stanu oświaty w Alabamie. Brandon słynął też z wydawania częstych aktów łaski, co motywował aktami humanitaryzmu.
Podczas wyborów prezydenckich w roku 1924 przewodził stanowej delegacji na konwencję demokratów, która trwała najdłużej za wszystkich w historii (kandydata wyłoniono dopiero po blisko 100 nieudanych głosowaniach). Ponieważ Brandon przebywał poza stanem ponad 20 dni jego wicegubernator Charles McDowell został tymczasowym gubernatorem na okres jednego dnia (10 lipca–11 lipca).
Po zakończeniu swej kadencji na początku roku 1927 Brandon ponownie został mianowany sędzią w Tuscaloosa przez gubernatora Gravesa.
27 czerwca 1900 r. poślubił Elizabeth Andrews Nabors, wdowę z dwójką córek. Zmarł w Tuscaloosie.